# Воля-Шидловецкая
Воля-Шидловецкая (пол. Wola Szydłowiecka) — село в Польше, расположенное в Лодзинском воеводстве, Скерневицком повяте, в гмине Болимув. Расположено примерно в 6 км к востоку от Болимува, в 17 км к северо-востоку от Скерневице и в 64 км к северо-востоку от столицы региона Лодзь.

## История

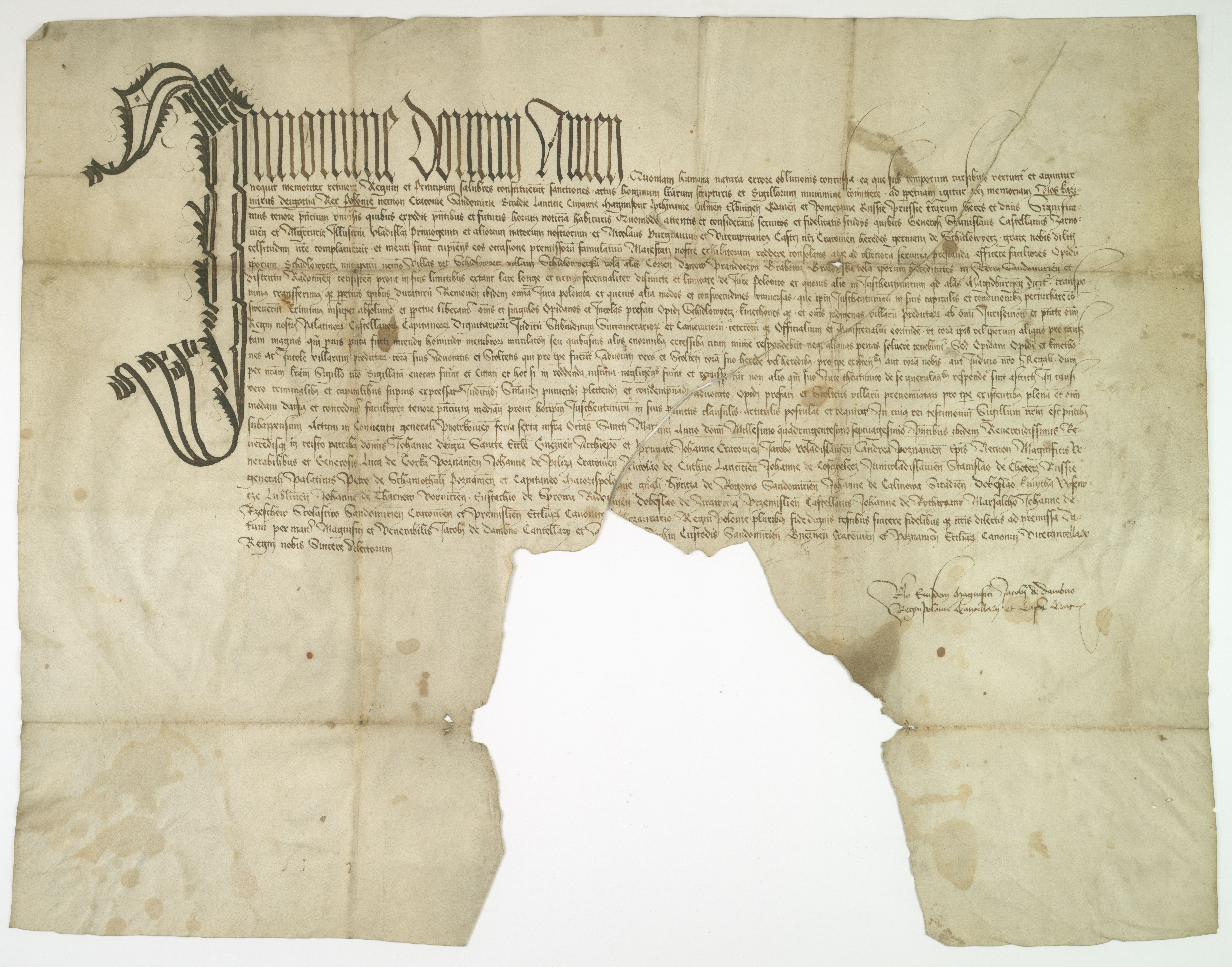
Сохранившийся документ Казимира Ягеллончика от 1470 г. о передаче села Шидловецка Воля из- под польского права в немецкое.

В 1975—1998 годах село административно входило в состав Скерневицкого воеводства. В 1915 году село стало ареной ожесточенных боев между русскими и германскими войсками.

## Памятники
- господский дом, 2-й половины XIX века.